# Qūzhdābād
Qūzhdābād (persiska: قوژد آباد) är en ort i Iran.   Den ligger i provinsen Khorasan, i den nordöstra delen av landet, 600 km öster om huvudstaden Teheran. Qūzhdābād ligger 907 meter över havet och antalet invånare är 627.
Terrängen runt Qūzhdābād är platt.Runt Qūzhdābād är det ganska glesbefolkat, med 21 invånare per kvadratkilometer. Närmaste större samhälle är Kondor, 13,2 km nordost om Qūzhdābād. Trakten runt Qūzhdābād är ofruktbar med lite eller ingen växtlighet.